# Stabna
Stabna (en serbe cyrillique : Стабна) est un village de l'ouest du Monténégro, dans la municipalité de Plužine.

## Démographie

### Évolution historique de la population
| 1948 | 1953 | 1961 | 1971 | 1981 | 1991 | 2003 |
| ---- | ---- | ---- | ---- | ---- | ---- | ---- |
| 201  | 235  | 270  | 218  | 157  | 91   | 66   |